# Pösgaffelmossa
Pösgaffelmossa (Riccia cavernosa) är en levermossart som beskrevs av Franz Georg Hoffmann. Pösgaffelmossa ingår i släktet rosettmossor, och familjen Ricciaceae. Enligt den finländska rödlistan är arten nationellt utdöd i Finland. Arten är reproducerande i Sverige. Artens livsmiljö är öppna översvämningsstränder med finsediment vid sötvatten.